# Untere Eiben
Untere Eiben (amtlich: Eiben (untere)) ist ein Gemeindeteil der Stadt Münchberg im Landkreis Hof (Oberfranken, Bayern). Untere Eiben liegt in der Gemarkung Mechlenreuth.

## Geografie
Westlich der Einöde wird Fläche für Photovoltaikanlagen genutzt, im Süden steigt das Gelände zum Saalberg (575 m ü. NHN) an. Ein Anliegerweg führt 150 Meter südlich zu einer Gemeindeverbindungsstraße, die westlich nach Obere Eiben bzw. südöstlich nach Weißdorf verläuft.

## Geschichte
(Untere) Eiben gehörte zur Realgemeinde Mechlenreuth. Gegen Ende des 18. Jahrhunderts bestand Eiben aus einem Anwesen. Die Hochgerichtsbarkeit stand dem bayreuthischen Stadtrichteramt Münchberg zu. Das Kastenamt Münchberg war Grundherr des Halbhofes.
Von 1797 bis 1810 unterstand Untere Eiben dem Justiz- und Kammeramt Münchberg. Infolge des Ersten Gemeindeedikts wurde Untere Eiben dem 1812 gebildeten Steuerdistrikt Kleinlosnitz und der zugleich entstandenen die Ruralgemeinde Kleinlosnitz zugewiesen. 1837 kam es zur Umgemeindung in die neu gebildete Ruralgemeinde Mechlenreuth. Im Zuge der Gebietsreform in Bayern wurde Untere Eiben am 1. Mai 1978 nach Münchberg eingemeindet.

### Einwohnerentwicklung
| Jahr      | 1812  | 1819  | 1861   | 1871   | 1885   | 1900   | 1925   | 1950   | 1961   | 1970   | 1987  |
| Einwohner | *     | *     | 4      | 8      | 6      | 4      | 4      | 7      | 3      | 0      | 0     |
| Häuser    | *     |       |        |        | 1      | 1      | 1      | 1      | 1      |        | 1     |
| Quelle    | [ 6 ] | [ 9 ] | [ 10 ] | [ 11 ] | [ 12 ] | [ 13 ] | [ 14 ] | [ 15 ] | [ 16 ] | [ 17 ] | [ 1 ] |

## Religion
Untere Eiben ist bis heute nach St. Peter und Paul (Münchberg) gepfarrt und evangelisch-lutherisch geprägt.